# Łaszków-Kolonia
Łaszków-Kolonia est une localité polonaise de la gmina de Blizanów, située dans le powiat de Kalisz en voïvodie de Grande-Pologne.